# Amphipoea pallida-flavo
Amphipoea pallida-flavo är en fjärilsart som beskrevs av Burrows. Amphipoea pallida-flavo ingår i släktet Amphipoea och familjen nattflyn. Inga underarter finns listade i Catalogue of Life.